# Raport Draghiego
Raport Draghiego – raport z 2024 dotyczący konkurencyjności Europy i przyszłości Unii Europejskiej. Jego autorem jest były prezes Europejskiego Banku Centralnego i były premier Włoch Mario Draghi. Był to jeden z dwóch szeroko oczekiwanych raportów na temat reform UE w 2024 obok raportu Enrico Letty na temat rynku wewnętrznego UE.
Część propozycji zawartych w raporcie Draghiego została przyjęta przez przewodniczącą Komisji Europejskiej Ursulę von der Leyen w programie prac jej kadencji 2024–2029.

## Treść

### Konkurencyjność
W raporcie wzywa się UE do wspierania większych inwestycji w celu zwiększenia europejskiej produktywności. Zaproponowano nowe zasady ostrożnościowe dla inwestorów bankowych i instytucjonalnych, aby ułatwić ryzykowne inwestycje. Draghi ostrzegł, że jeśli UE nie dogoni swoich rywali, czeka ją „powolna agonia”. Napisał, że UE „potrzebuje znacznie bardziej skoordynowanej polityki przemysłowej, szybszych decyzji i ogromnych inwestycji, jeśli chce dotrzymać kroku gospodarczo rywalom, Stanom Zjednoczonym i Chinom”. Oczekiwano, że raport wpłynie na relacje transatlantyckie w nadchodzących latach.

### Budżet UE
Raport promuje wspólne zaciąganie pożyczek, co zostało odrzucone przez von der Leyen i różne państwa członkowskie.

### Sektor energetyczny
Raport Draghiego stawia sektor energetyczny jako najpilniejsze zadanie. Konieczne są aktualizacje i rozbudowy europejskiej sieci energetycznej.
W raporcie podkreślono konieczność rozwoju transgranicznego zarządzania energią elektryczną (alokacja mocy i zarządzanie ograniczeniami) przez giełdy energii i operatorów systemów przesyłowych, co zostało potwierdzone przez awarię zasilania na Półwyspie Iberyjskim w 2025 roku.

## Reakcje
Raport był oczekiwany przez ekonomistów, a początkowe reakcje ekspertów z ośrodków analitycznych były mieszane podczas gdy „The Economist” porównał zakres planu do planu Marshalla. W raporcie Chatham House wyrażono opinię, że „rekomendacje Starka zawarte w raporcie Draghiego ryzykują, że zostaną udaremnione przez próżnię przywództwa w Europie – i brak poczucia pilności”.
Krytycy zwrócili uwagę na niską różnorodność interesariuszy przy tworzeniu raportu. Europa Środkowo-Wschodnia, a także społeczeństwo obywatelskie i związki zawodowe były niedoreprezentowane, co spowodowało, że raport skupił się zbyt mocno na głównych krajach europejskich i interesach przedsiębiorstw, a wyzwania społeczne i ekologiczne rozpatrywano jedynie z mniejszej liczby punktów widzenia.